# Julien Desrosiers
Julien Desrosiers (* 14. Oktober 1980 in Saint-Anaclet-de-Lessard, Québec) ist ein ehemaliger französisch-kanadischer Eishockeyspieler, der zwischen 2005 und 2015 zahlreiche nationale und internationale Titel mit den Dragons de Rouen aus der französischen Ligue Magnus gewann. Seit seinem Karriereende arbeitet er als Eishockeytrainer.

## Karriere

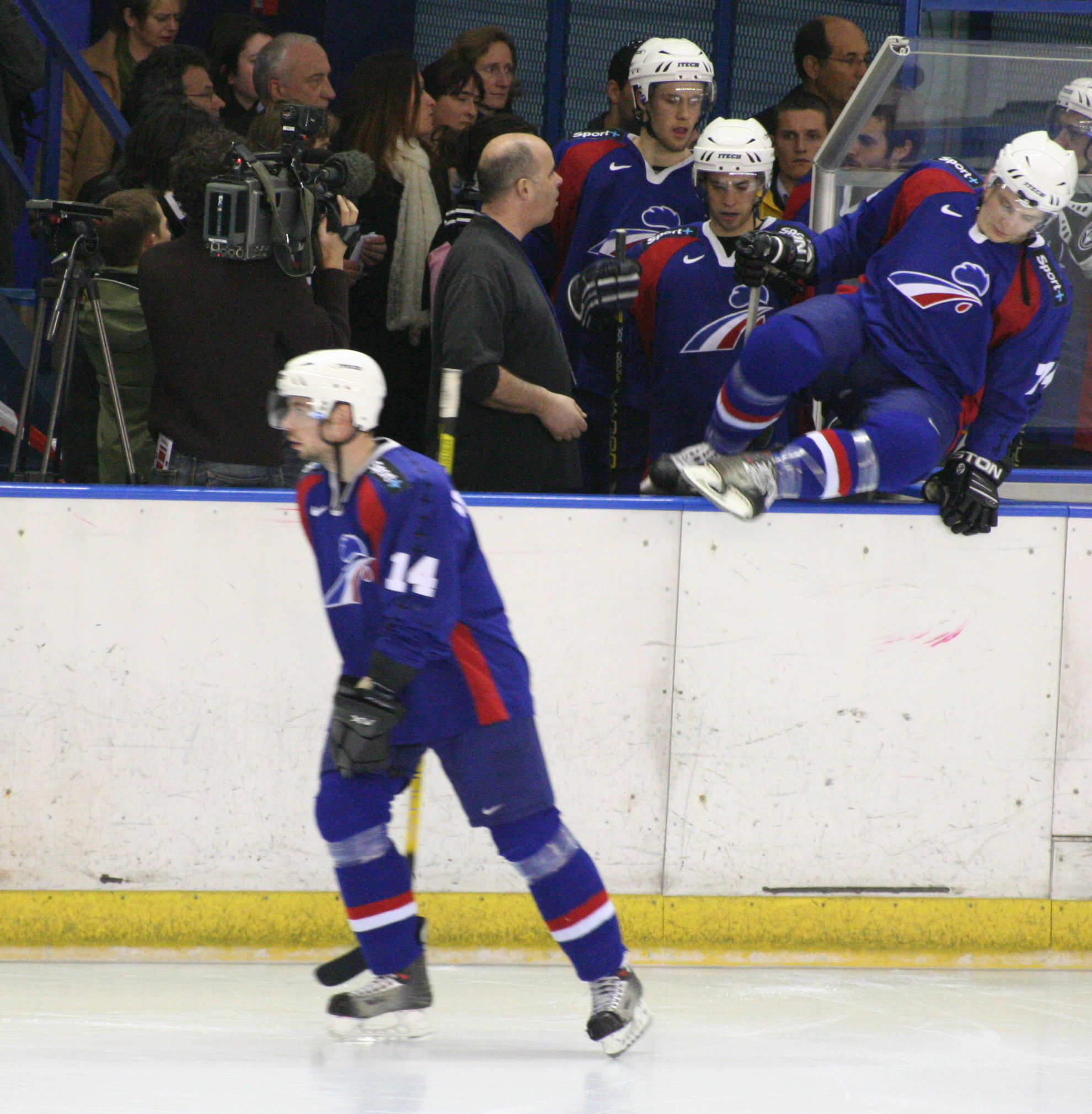
Desrosiers im Dress der Équipe Tricolore

Desrosiers spielte in seiner Juniorenzeit zunächst von 1997 bis 1999 bei den Rimouski Océanic in der Québec Major Junior Hockey League. Diese hatten ihn im QMJHL Entry Draft 1997 in der vierten Runde an 52. Stelle ausgewählt. Nach zwei Jahren dort, in denen er seine Punktausbeute von 24 in seiner ersten Saison auf 68 in seiner zweiten Saison gesteigert hatte, wechselte der Stürmer innerhalb der Liga zu den Drummondville Voltigeurs, wo er zwei weitere Jahre spielte.
Da Desrosiers nicht im NHL Entry Draft ausgewählt worden war, wechselte er im Jahr 2001 nach Frankreich, wo er bei der Étoile Noire de Strasbourg in der zweitklassigen Division 1 anheuerte. Dort war er in seiner ersten Profisaison gleich Topscorer des Teams und drittbester der gesamten Liga. Mit dem Slowaken Miroslav Pažák teilte er sich den Titel des besten Torschützen der Saison. Die Leistungen des 22-jährigen Rookies machten auch die Teams der Ligue Magnus auf ihn aufmerksam und so wechselte er für die folgenden zwei Jahre zu den Diables Noirs de Tours. Die Umstellung auf die höhere Spielklasse fiel Desrosiers nicht leicht und erst der Wechsel zum Ligakonkurrenten Diables Rouges de Briançon zur Spielzeit 2004/05 brachte Besserung. Der Angreifer wurde bester Torschütze der Liga und wurde erstmals ins All-Star-Team der Liga berufen.
Seine Leistungen führten schließlich dazu, dass der Stürmer von den Dragons de Rouen verpflichtet wurde. Seit seinem Wechsel gewann Desrosiers vier Meistertitel, zweimal die Coupe de la Ligue und je einmal die Coupe de France, die Trophée des Champions und den IIHF Continental Cup. Persönlich wurde er weitere fünfmal ins All-Star-Team der Liga berufen, erhielt die Trophée Albert Hassler gemeinsam mit Baptiste Amar und beendete die Saison je einmal als bester Vorlagengeber der Hauptrunde sowie Topscorer und bester Torschütze der Play-offs.
Nach weiteren Titelgewinnen mit den Dragons wechselte er 2015 zu den Boxers de Bordeaux, bei denen er 2019 seine Karriere beendete. Ab 2018 gehörte er bereits dem erweiterten Trainerstab der Boxers an, betreute zunächst Nachwuchsmannschaften und später die Profimannschaft des Clubs als Assistenztrainer. Im Januar 2022 verließ er die Boxers aufgrund von COVID19-Beschränkungen. Seit 2022 ist er Co-Trainer bei den Drummondville Voltigeurs.

### International
Desrosiers spielte erstmals im Jahr 2005 für die französische Nationalmannschaft. Bei der Weltmeisterschaft der Division I 2005 beendeten sie das Turnier auf dem zweiten Rang hinter Italien, ebenso 2006 hinter Deutschland. Erst bei der Weltmeisterschaft der Division I 2007 gelang den Franzosen der Aufstieg in die Top-Division. Dort nahm der Franko-Kanadier an den Weltmeisterschaften 2008 und 2011 teil.
Persönlich wurde Desrosiers bei der Weltmeisterschaft der Division I 2005 zum besten Stürmer der Gruppe B ausgezeichnet.

## Erfolge und Auszeichnungen
- 2002 Bester Torschütze der Division 1 (gemeinsam mit Miroslav Pažák)
- 2005 Ligue Magnus All-Star-Team
- 2005 Bester Torschütze der Ligue Magnus
- 2006 Französischer Meister mit den Dragons de Rouen
- 2006 Ligue Magnus All-Star-Team
- 2007 Ligue Magnus All-Star-Team
- 2008 Französischer Meister mit den Dragons de Rouen
- 2008 Topscorer der Ligue-Magnus-Playoffs
- 2008 Bester Torschütze der Ligue-Magnus-Playoffs
- 2008 Ligue Magnus All-Star-Team
- 2008 Coupe-de-la-Ligue-Gewinn mit den Dragons de Rouen
- 2009 Trophée Albert Hassler (gemeinsam mit Baptiste Amar)
- 2009 Ligue Magnus All-Star-Team
- 2010 Französischer Meister mit den Dragons de Rouen
- 2010 Ligue Magnus All-Star-Team
- 2010 Coupe-de-la-Ligue-Gewinn mit den Dragons de Rouen
- 2010 Trophée-des-Champions-Gewinn mit den Dragons de Rouen
- 2011 Französischer Meister mit den Dragons de Rouen
- 2011 Bester Vorlagengeber der Ligue Magnus
- 2011 Coupe-de-France-Gewinn mit den Dragons de Rouen
- 2012 IIHF-Continental-Cup-Gewinn mit den Dragons de Rouen
- 2013 Bester Stürmer des IIHF Continental Cup
- 2013 Französischer Meister mit den Dragons de Rouen
- 2013 Coupe-de-la-Ligue-Gewinn mit den Dragons de Rouen
- 2014 Coupe-de-la-Ligue-Gewinn mit den Dragons de Rouen
- 2015 Coupe-de-France-Gewinn mit den Dragons de Rouen
- 2015 Trophée Albert Hassler
- 2015 Topscorer (Trophée Charles Ramsey) und bester Vorlagengeber der Ligue Magnus
- 2018 Teilnahme am All-Star-Game  der Ligue Magnus

### International
- 2005 Bester Stürmer der Weltmeisterschaft der Division I, Gruppe B
- 2007 Aufstieg in die Top-Division bei der Weltmeisterschaft der Division I

## Ligue-Magnus-Statistik
(Stand: Ende der Saison 2013/14)